# Jekaterina Igorewna Jaschina
Jekaterina Igorewna Jaschina (russisch Екатерина Игоревна Яшина; * 24. Oktober 1987) ist eine russische Bogenbiathletin.
Jekaterina Jaschina startet für die Stadt Chimki in der Oblast Moskau. Sie hatte ihre ersten Einsätze bei einem internationalen Großereignis bei den Frauen bei den bislang letzten internationalen Meisterschaften, den Europameisterschaften 2008 in Moskau. Dort wurde sie Sechste des Sprints, Fünfte der Verfolgung und gewann im Massenstartrennen hinter Natalija Jemelina und Jelena Scharafutdinowa die Bronzemedaille. Ihr Heimatverein ist in Chimki beheimatet.

## Belege
1. 1 2 3  Vovick: Список спортивной сборной команды России на 2009 год. (PDF) www.skiarchery.ru, 31. Mai 2010, archiviert vom Original am 1. Februar 2016; abgerufen am 30. Januar 2017 (russisch).  Info: Der Archivlink wurde automatisch eingesetzt und noch nicht geprüft. Bitte prüfe Original- und Archivlink gemäß Anleitung und entferne dann diesen Hinweis.

| Personendaten    | Personendaten                                             |
| ---------------- | --------------------------------------------------------- |
| NAME             | Jaschina, Jekaterina Igorewna                             |
| ALTERNATIVNAMEN  | Yashina, Yekaterina; Яшина, Екатерина Игоревна (russisch) |
| KURZBESCHREIBUNG | russische Bogenbiathletin                                 |
| GEBURTSDATUM     | 24. Oktober 1987                                          |